# Barnes Lake-Millers Lake
Barnes Lake-Millers Lake is een plaats (census-designated place) in de Amerikaanse staat Michigan, en valt bestuurlijk gezien onder Lapeer County.

## Demografie
Bij de volkstelling in 2000 werd het aantal inwoners vastgesteld op 1187.

## Geografie
Volgens het United States Census Bureau beslaat de plaats een oppervlakte van
8,9 km², waarvan 7,9 km² land en 1,0 km² water.

## Plaatsen in de nabije omgeving
De onderstaande figuur toont nabijgelegen plaatsen in een straal van 20 km rond Barnes Lake-Millers Lake.